# 사쓰카촌
사쓰카촌(刺鹿村)은 일본 시마네현 아노군에 있던 촌이다. 현재의 오다시의 일부에 해당한다.

## 역사
- 1889년 4월 1일 - 정촌제 시행에 의해 아노군 사쓰카촌이 성립하였다.
- 1937년 5월 28일 - 하네니시촌과 합병해 구테정이 신설하여 폐지되었다.

## 참고문헌
- 角川日本地名大辞典 32 島根県
- 『市町村名変遷辞典』東京堂出版、1990年。